# Pteralopex anceps
Pteralopex anceps là một loài động vật có vú trong họ Dơi quạ, bộ Dơi. Loài này được K. Andersen mô tả năm 1909.

## Hình ảnh

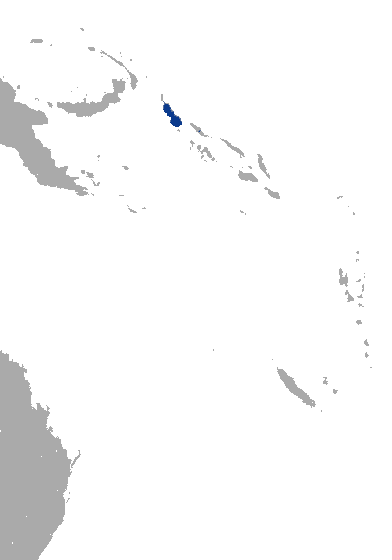